# Constantin Prut
Constantin Prut, né le 9 mai 1940 à Ștefănești dans le județ de Botoșani et mort le 23 février 2023, est un critique d'art, historien et essayiste roumain. Il est professeur à la faculté des arts de l'université de l'Ouest de Timișoara.

## Biographie
Il est diplômé de l'Institut des Beaux-Arts "Nicolae Grigorescu" de Bucarest, section Histoire et théorie de l'art. En 1988, il obtient le titre scientifique de docteur en histoire de l'art de l'Université de Bucarest. Constantin Prut a longtemps travaillé comme éditeur pour le magazine Contemporanul puis pour la Revue Roumaine. Il a enseigné l'histoire de l'art à l'Université "Mihai Eminescu" de Bacău, à l'Université de Bucarest, à l'Académie des Arts "Luceafărul" à Bucarest, à l'Université des Arts "George Enescu" à Iași, puis à la Faculté des Beaux-Arts de l'Université Western de Timisoara.
Constantin Prut est l'auteur du Dicționar de artă modernă, une œuvre unique dans la littérature roumaine. La première édition a été publiée en 1982 et, après vingt ans, une nouvelle édition enrichie de plus de 1000 nouveaux articles et de plus de 600 illustrations en couleur et en noir et blanc a été publiée,.
.

## Publications
- (ro) Fantasticul în arta populară românească, 1972[5].
- (ro) Dicționar de artă modernă. Editura Albatros, București, 1982.
- (ro) Constantin Piliuță, 1983.
- (ro) Calea rătăcita. O privire asupra artei populare românești, 1991.
- (ro) Ion Murariu. Lirism, narație, expresie, 1999.
- (ro) Dicționar de artă modernă și contemporană. Editura Univers Enciclopedic, 2002.
- (ro) Calea rătăcită: o privire asupra artei populare românești. ed. I, Editura Meridiane, 1991; ed. II, Editura Brumar, Timișoara, 2012.